# Galerie Cygnaeus
Galerie Cygnaeus (en finnois : Cygnaeuksen galleria) est un musée d'art situé dans le quartier Kaivopuisto à Helsinki en Finlande.

## Description
Le musée est une composante du musée national de Finlande et il est géré par la Direction des musées de Finlande.
Il a principalement une collection de peintures et sculptures finlandaises du XIXe siècle.
La galerie Cygnaeus a ouvert en 1882 et c'est le plus ancien musée d'art de Finlande.
Elle a été créée à la suite du legs par Fredrik Cygnaeus de sa collection.
Le musée occupe la villa léguée par Fredrik Cygnaeus et conçue par l'architecte Johan Wilhelm Friedrich Mieritz. 
La villa de style romantique national est l'un des rares bâtiments en bois conservés en l'état à Helsinki.
La collection se compose de plus de 450 œuvres de Werner Holmberg (en), Hjalmar Munsterhjelm (en), Albert Edelfelt, Helene Schjerfbeck, Walter Runeberg et de Johannes Takanen (fi).